# Рисіни-Кольонія
Рисіни-Кольонія (пол. Rysiny-Kolonia) — село в Польщі, у гміні Клодава Кольського повіту Великопольського воєводства.
Населення — 197 осіб (2011).
У 1975-1998 роках село належало до Конінського воєводства.

## Демографія
Демографічна структура станом на 31 березня 2011 року:
|          | Загалом | Допрацездатний вік | Працездатний вік | Постпрацездатний вік |
| -------- | ------- | ------------------ | ---------------- | -------------------- |
| Чоловіки | 108     | 32                 | 64               | 12                   |
| Жінки    | 89      | 15                 | 49               | 25                   |
| Разом    | 197     | 47                 | 113              | 37                   |